# SuperCollider
SuperCollider — програмне середовище і мова програмування для синтезу і обробки звуку в реальному часі і створення алгоритмічних, інтерактивних музичних та аудіовізуальних композицій. SuperCollider є вільним програмним засобом (надається на умовах ліцензії Gnu GPL версії 3) і працює на системах Mac OS X, Gnu/Linux, Microsoft Windows і FreeBSD.
Поряд із Max/MSP і PureData, SuperCollider є одним з провідних програмних засобів для синтезу звуку в реальному часі з допомогою алгоритмів.
SuperCollider складається із двох основних компонентів:
- scsynth — сервер синтезу і обробки звуку; саме scsynth встановлює з'єднання зі звуковою картою і здійснює обробку сигналу в реальному часі;
- sclang — інтерпретатор мови програмування SuperCollider; sclang надсилає на сервер команди, які описують процеси синтезу й обробки звуку.

Ці два компоненти спілкуються між собою з допомогою протоколу Open Sound Control. Про тому, сервер може бути запущений як на тому ж комп'ютері, що інтерпретатор, так і на іншому, зокрема віддаленому, комп'ютері. Окрім того, можна керувати одночасно кількома серверами, запущеними на різних комп'ютерах.
Існують також альтернативні інтерпретатори, які використовують іншу мову програмування, але так само працюють зі сервером SuperCollider'а scsynth.

## Приклади

### Генератори звуку
Створення синусоїдної хвилі частотою 440 Гц на двох каналах:
```
 
{
 
SinOsc
.
ar
(
440
).
dup
 
}.
play
;
 
// .dup дублює моно-сигнал на 2 канали

```

Модулювання частоти сигналу (вібрато на -10...10 Гц від основного тону з частотою 3 Гц):
```
{

    
var
 
vibrato
 
=
 
SinOsc
.
kr
(
3
,
 
mul
:
 
10
);

    
SinOsc
.
ar
(
440
 
+
 
vibrato
).
dup
;

}.
play
;

```

Амплітудна модуляція у формі пульсації з частотою 4 Гц.
```
{
 
SinOsc
.
ar
(
80
).
dup
 
*
 
LFPulse
.
kr
(
4
)
 
}.
play
;

```